# Évocation spirite
Évocation spirite er en fransk stumfilm fra 1899 af Georges Méliès.